# Gefährlicher Tausch
Gefährlicher Tausch (Originaltitel: Turnabout Intruder) ist die 24. und letzte Episode der dritten Staffel der Science-Fiction-Fernsehserie Raumschiff Enterprise. Sie wurde in englischer Sprache erstmals am 3. Juni 1969 bei NBC ausgestrahlt. In Deutschland war sie zum ersten Mal am 13. Juni 1988 in einer synchronisierten Fassung bei Sat.1 zu sehen, nachdem das ZDF sie bei der deutschen Erstausstrahlung der Serie in den Jahren 1972 bis 1974 übergangen hatte.

## Handlung
Im Jahr 2269 bei Sternzeit 5928.5 empfängt die Enterprise einen Notruf vom Planeten Camus II, wo eine archäologische Expedition in Gefahr geraten ist. Die einzigen Überlebenden sind der Arzt Arthur Coleman und die Expeditionsleiterin Janice Lester. Captain Kirk, der erste Offizier Spock und Schiffsarzt McCoy beamen auf die Oberfläche, um dort zu helfen. Kirk und Lester hatten während ihrer Zeit auf der Sternenflottenakademie eine kurze Beziehung. Als Spocks Tricorder ein mögliches weiteres Lebenszeichen registriert, gehen er, McCoy und Coleman dem nach. Kirk bleibt bei Lester, die bewusstlos in einem Bett liegt. Als sie zu sich kommt, ist sie alles andere als erfreut, ihn zu sehen und macht ihm Vorwürfe über die Gründe für ihre Trennung, die dazu führten, dass sie keine Karriere bei der Sternenflotte einschlug. Im gleichen Raum befindet sich ein außerirdisches Gerät. Als Kirk es betrachtet, aktiviert Lester es heimlich. Das Gerät bewirkt, dass die Persönlichkeiten der beiden den Körper wechseln. Kirk in Lesters Körper verliert das Bewusstsein und Lester in Kirks Körper beabsichtigt, an seiner Stelle das Kommando der Enterprise zu übernehmen. Sie will ihn töten, wird aber durch die Rückkehr von Spock, McCoy und Coleman davon abgehalten. Das Lebenszeichen hatte sich als falscher Alarm herausgestellt. Alle anderen Expeditionsmitglieder sind tot, da sie radioaktivem Celebium ausgesetzt waren.
Lester befiehlt die Rückkehr zur Enterprise, wo sie ein Zwiegespräch mit Coleman führt. Er ist ihr Verbündeter, hat ihre Kollegen dem Celebium ausgesetzt und so die Enterprise hergelockt. Schließlich verschaffte er durch ein gefälschtes Lebenssignal Lester die Möglichkeit zum Körpertausch mit Kirk. Jetzt aber weigert er sich, den letzten Schritt zu gehen und Kirk zu töten. Lester ordnet aber zumindest an, dass er und nicht McCoy Kirk behandeln soll. Dadurch soll Kirk möglichst lange bewusstlos gehalten werden.
Auf der Brücke befiehlt Lester, Kurs auf die Benecia-Kolonie zu nehmen, wo Kirk behandelt werden soll. Spock schlägt hingegen Sternenbasis 2 vor, die zwar weiter entfernt ist, aber über modernere Einrichtungen verfügt. Lester reagiert äußerst unbeherrscht auf diesen Gegenvorschlag. Bei einem anschließenden Treffen mit McCoy besteht dieser darauf, den Gesundheitszustand des Captains zu untersuchen.
Kirk erwacht unterdessen aus seiner Bewusstlosigkeit, wird aber von Coleman für paranoid erklärt und am Bett fixiert. Es gelingt ihm schließlich, ein Glas zu zerbrechen, mit den Scherben seine Fesseln zu durchschneiden und die Krankenstation zu verlassen. Er trifft auf Spock und McCoy, die den anstehenden Test des Captains besprechen. Ehe Kirk sich den beiden anvertrauen kann, erscheint Lester und schlägt ihn bewusstlos. Sie ordnet an, Kirk unter Bewachung in einem Quartier einzusperren. Obwohl ihm der Zugang eigentlich nicht gestattet ist, kann Spock die Wachen etwas später dazu überreden, ihn das Quartier betreten zu lassen. Kirk erzählt von mehreren gemeinsamen Erlebnissen, doch erst eine vulkanische Gedankenverschmelzung bringt Spock Klarheit, dass er tatsächlich Kirk vor sich hat. Zugleich erlangt er das Wissen über die außerirdische Technologie, die für den Körpertausch verantwortlich war. Spock versucht, mit Kirk zu fliehen, wird aber von den Wachen aufgehalten.
McCoys Test verläuft ergebnislos und Lester beruft umgehend eine Anhörung ein, die klären soll, ob Spock wegen Meuterei angeklagt werden soll. Spock sagt aus, was er durch die Gedankenverschmelzung erfahren hat, doch Lester macht sich darüber lustig und wirft ihm vor, das alles erfunden zu haben, um das Kommando an sich zu reißen. Während einer Pause unterhalten sich McCoy und Chefingenieur Scott auf dem Gang. Beide machen sich Sorgen um den Geisteszustand des Captains. Sie wollen für Spocks Unschuld abstimmen und notfalls selbst das Kommando übernehmen. Lester zeichnet ihr Gespräch heimlich auf und lässt sie als Mitverschwörer verhaften. Gemeinsam mit Spock sollen sie exekutiert werden. Steuermann Sulu und Navigator Chekov protestieren dagegen, da die Todesstrafe ungesetzlich ist. Schließlich verweigern sie jegliche Befehle.
Auf der Brücke erlebt Lester einen unerwarteten Zwischenfall. Für kurze Zeit tauschen ihr und Kirks Bewusstsein wieder die Plätze. Sie eilt zu Coleman, der ihr erklärt, dass der Körpertausch nur dann dauerhaft sein könne, wenn Kirk tot ist. Er bereitet eine tödliche Injektion vor, mit dem beide sich zur Zelle begeben, in der Kirk mit den Meuterern festgehalten wird. Als Lester jedoch die Injektion verabreichen will, kommt es erneut zum Körpertausch, der dieses Mal endgültig ist. Lester, jetzt in ihrem eigenen Körper, bricht zusammen, da ihr Plan fehlgeschlagen ist. Kirk lässt sie zur Krankenstation bringen und weist Coleman an, sich um sie zu kümmern.

## Besonderheiten

### Verbindungen zu anderen Star-Trek-Produktionen
Der Planet Camus II wird in Folge 4.06 (Die Rettungsoperation) von Raumschiff Enterprise – Das nächste Jahrhundert aus dem Jahr 1990 erwähnt. Hierbei handelt es sich um einen Insiderwitz, der auf die Folgennummern anspielt. Gefährlicher Tausch war die 79. Folge von Raumschiff Enterprise und Die Rettungsoperation die 79. Folge von Raumschiff Enterprise – Das nächste Jahrhundert (sofern der Pilotfilm als eine Folge gezählt wird). In Folge 7.10 (Soongs Vermächtnis) von 1993 wird Camus II auf einem Bildschirmtext erwähnt. Im Film Star Trek VI: Das unentdeckte Land von 1991 und in Folge 1.02 (Karten und Legenden) von Star Trek: Picard aus dem Jahr 2020 ist der Planet auf Sternenkarten verzeichnet.
Janice Lesters am Anfang der Folge geäußerter Satz „Your world of starship captains does not admit women“ („Deine Welt der Raumschiffkapitäne erlaubt keine Frauen“) kann unterschiedlich interpretiert werden. Eine Deutung ist, dass sie aufgrund ihres Geschlechts keine Chance hatte, Captain zu werden. Eine andere Deutung ist, dass sie sich auf ihre Beziehung mit Kirk bezog, die durch seine Raumschiffkarriere beendet wurde. Die erste Deutung steht im Widerspruch zu den später produzierten, aber vor der Handlung von Raumschiff Enterprise spielenden Serien Star Trek: Enterprise, Star Trek: Discovery und Star Trek: Strange New Worlds, in denen mehrere weibliche Raumschiffkommandanten auftreten.

### Sonstiges
Die US-amerikanische Erstausstrahlung der Folge war eigentlich für den 28. März 1969 geplant, musste aber aufgrund einer Sondersendung zum Tod des ehemaligen Präsidenten Dwight D. Eisenhower verschoben werden. Die Ausstrahlung fand schließlich am 3. Juni 1969 statt.

## Produktion

### Darsteller
Barbara Baldavin, Darstellerin der Kommunikationsoffizierin, spielte auch Lieutenant Angela Martine in den Folgen Spock unter Verdacht und Landeurlaub.

### Maske und Kostüme
Schwester Chapel hat in dieser Folge braune statt wie sonst üblich blonde Haare.

### Kulissen
Das Quartier, in dem Kirk in Lesters Körper in Isolation gehalten wird, ist nur in dieser Folge zu sehen.

### Fehler
Das Drehbuch enthält einige Ungereimtheiten. So bleibt etwa völlig unklar, warum Janice Lester ihre Gedanken zum Körpertausch mit Kirk freimütig dem Computerlogbuch der Enterprise anvertraut. David L. Ross spielt in dieser Folge noch einmal Lieutenant Galloway (in den Credits fälschlich „Galoway“ geschrieben), obwohl die Figur in der Folge Das Jahr des roten Vogels getötet wurde.

## Adaptionen
James Blish schrieb eine Textfassung von Gefährlicher Tausch, die auf Englisch erstmals 1972 in der Geschichtensammlung Star Trek 5 erschien. Die deutsche Übersetzung erschien 1972.

## Rezeption
2016 wurde Gefährlicher Tausch in einer Umfrage unter Fans auf einer Star-Trek-Convention in Las Vegas zur viertschlechtesten Star-Trek-Folge gewählt.
Matthew Byrd führte Gefährlicher Tausch 2017 auf screenrant.com in einer Liste der 15 schlechtesten Star-Trek-Folgen auf Platz 4.
Don Kaye erstellte 2017 für die Website Den of Geek eine Liste von 15 Raumschiff-Enterprise-Folgen, die zwar allgemein als schlecht gelten, aber dennoch einen gewissen Charme besitzen. Gefährlicher Tausch führte er hierbei auf Platz 7.
Christian Blauvelt listete Gefährlicher Tausch 2022 auf hollywood.com in einem Ranking aller 79 Raumschiff-Enterprise-Folgen auf Platz 79.

## Parodien und Anspielungen
In Folge 1.06 (Gehirnakrobatik) der Zeichentrickserie Kim Possible von 2002 tauschen Kim und Ron die Körper. Dabei wird der Effekt nachgeahmt, der für den Körpertausch in Gefährlicher Tausch verwendet wurde.
Die Porno-Parodie Sex Trek: Charly XXX von 2007 basiert auf der Handlung von Der Fall Charly und Gefährlicher Tausch.